# Birgit Forssell
Emma Birgit Hildegard Forssell Nyberg, född 25 februari 1909 i Stockholm, död där 4 maj 2003, var en svensk konstnär.
Hon var dotter till auditören Hans Otto Forssell och Greta Johanna Aaron och från 1969 gift med konstnären Tore Lennart Nyberg.
Forssell började måla 1925 och vistades 1926–1927 i Paris innan hon studerade konst vid Konsthögskolan i Stockholm 1927–1933. Hon återvände till Paris där hon studerade för André Lhote 1937–1939 därefter företog hon studieresor till Budapest, Wien, Frankrike och Danmark. Separat ställde hon bland annat ut på Konstnärshuset i Stockholm, Konstgalleriet i Göteborg, Paletten i Norrköping och på Gävle museum. Hon medverkade i samlingsutställningar på Svensk-franska konstgalleriet och Svenska konstnärernas förenings utställningar. Hennes konst består av figurer, porträttkonst, landskapsmåleri ofta med motiv från Marstrandstrakten. Forssell är representerad vid Norrköpings konstmuseum, Kalmar konstmuseum och Gävle museum. Makarna Forssell Nyberg är gravsatta i Gustav Vasa kyrkas kolumbarium i Stockholm.